# Петровское (Череповецкий район)
Петровское — деревня в Череповецком районе Вологодской области.
Входит в состав Мяксинского сельского поселения (c 1 января 2006 по 30 мая 2013 года входила в Щетинское сельское поселение), с точки зрения административно-территориального деления — в Ильинский сельсовет.
Расстояние до районного центра Череповца по автодороге — 49 км, до центра муниципального образования Мяксы по прямой — 14 км. Ближайшие населённые пункты — Малая Дубровка, Павлоково, Григорьевское.
По переписи 2021 года население — 26 человек.